# کراب (مرند)
کرآب (به زبان محلی کروو) یکی از روستاهای استان آذربایجان شرقی است که در دهستان هرزندات غربی بخش مرکزی شهرستان مرند واقع شده‌است.
این روستا در ۴۲ کیلومتری شمال غرب شهرستان مرند و ۱۳ کیلومتری جنوب غربی منطقه آزاد ارس واقع است و از لحاظ موقعیت و همجواری با روستاهای اطراف آن را می‌توان از جهت جنوب با روستای گلین قیه و از جهت شمال با روستای پیراسحاق و کوه‌های هادیشهر و از جهت غرب با روستای ینگجه سادات و از جهت شرق با روستای زال همسایه به شمار آورد.